# Leichtathletik-Weltmeisterschaften 2009/Teilnehmer (Südkorea)
| Gelbes Symbol für Goldmedaillen mit stilisierten Olympischen Ringen | Graues Symbol für Silbermedaillen mit stilisierten Olympischen Ringen | Braundes Symbol für Bronzemedaillen mit stilisierten Olympischen Ringen |
| ------------------------------------------------------------------- | --------------------------------------------------------------------- | ----------------------------------------------------------------------- |
| —                                                                   | —                                                                     | —                                                                       |

Der südkoreanische Leichtathletik-Verband stellte 19 Athleten bei den Leichtathletik-Weltmeisterschaften 2009 in Berlin.

## Ergebnisse

### Männer

#### Laufdisziplinen
| Athlet          | Disziplin    | Vorlauf    | Vorlauf | Halbfinale         | Halbfinale         | Finale             | Finale             |
| Athlet          | Disziplin    | Zeit       | Platz   | Zeit               | Platz              | Zeit               | Platz              |
| --------------- | ------------ | ---------- | ------- | ------------------ | ------------------ | ------------------ | ------------------ |
| Hwang Jun-hyeon | Marathon     |            |         |                    |                    | DNS                | DNS                |
| Ji Young-jun    | Marathon     |            |         |                    |                    | DNF                | DNF                |
| Lee Myong-ki    | Marathon     |            |         |                    |                    | 2:35:12 h          | 64                 |
| Lee Myong-seung | Marathon     |            |         |                    |                    | 2:21:54 h SB       | 45                 |
| Yook Geun-tae   | Marathon     |            |         |                    |                    | 2:40:47 h          | 68                 |
| Byun Young-jun  | 20 km Gehen  |            |         |                    |                    | 1:30:35 h          | 42                 |
| Kim Hyun-sub    | 20 km Gehen  |            |         |                    |                    | 1:27:08 h          | 33                 |
| Park Chil-sung  | 20 km Gehen  |            |         |                    |                    | 1:24:01 h          | 24                 |
| Lee Jung-joon   | 110 m Hürden | 13,83 s SB | 36      | nicht qualifiziert | nicht qualifiziert | nicht qualifiziert | nicht qualifiziert |
| Park Tae-kyong  | 110 m Hürden | 13,93 s    | 40      | nicht qualifiziert | nicht qualifiziert | nicht qualifiziert | nicht qualifiziert |

#### Sprung/Wurf
| Athlet         | Disziplin      | Qualifikation | Qualifikation | Finale             | Finale             |
| Athlet         | Disziplin      | Weite/Höhe    | Platz         | Weite/Höhe         | Platz              |
| -------------- | -------------- | ------------- | ------------- | ------------------ | ------------------ |
| Kim Yoo-suk    | Stabhochsprung | 5,55 m SB     | 16            | nicht qualifiziert | nicht qualifiziert |
| Kim Deok-hyeon | Weitsprung     | 7,99 m        | 15            | nicht qualifiziert | nicht qualifiziert |
| Kim Deok-hyeon | Dreisprung     | 16,58 m       | 24            | nicht qualifiziert | nicht qualifiziert |
| Jung Sang-jin  | Speerwurf      | 72,80 m       | 36            | nicht qualifiziert | nicht qualifiziert |
| Park Jae-myong | Speerwurf      | 78,16 m       | 18            | nicht qualifiziert | nicht qualifiziert |

### Frauen

#### Laufdisziplinen
| Athletin      | Disziplin | Vorlauf | Vorlauf | Halbfinale | Halbfinale | Finale    | Finale |
| Athletin      | Disziplin | Zeit    | Platz   | Zeit       | Platz      | Zeit      | Platz  |
| ------------- | --------- | ------- | ------- | ---------- | ---------- | --------- | ------ |
| Lee Sun-young | Marathon  |         |         |            |            | DNF       | DNF    |
| Park Ho-sun   | Marathon  |         |         |            |            | 2:47:16 h | 52     |
| Sun Suk-yun   | Marathon  |         |         |            |            | 2:39:56 h | 38     |

#### Sprung/Wurf
| Athletin     | Disziplin      | Qualifikation | Qualifikation | Finale             | Finale             |
| Athletin     | Disziplin      | Weite/Höhe    | Platz         | Weite/Höhe         | Platz              |
| ------------ | -------------- | ------------- | ------------- | ------------------ | ------------------ |
| Lim Eun-ji   | Stabhochsprung | 4,10 m        | 30            | nicht qualifiziert | nicht qualifiziert |
| Jung Soon-ok | Weitsprung     | 6,49 m        | 14            | nicht qualifiziert | nicht qualifiziert |